# トレント (イタリア)
トレント（伊: Trento ( 音声ファイル)）は、イタリア共和国北部の都市で、その周辺地域を含む人口約12万人の基礎自治体（コムーネ）。トレンティーノ＝アルト・アディジェ州の州都で、トレント自治県の県都でもある。
ドイツ語によるトリエント（Trient [triˈɛnt]）という名称でも知られる。16世紀にカトリック教会がトリエント公会議を開催した地として有名で、1929年からはトレント大司教座が置かれている。

## 名称
各言語で以下の名称を持つ。
- イタリア語: Trento [ˈtrɛnto] あるいは [ˈtrento]
- ドイツ語: Trient [triˈɛnt]
- トレント方言 (it) : Trènt
- ラディン語: Trënt [4]
- チンブロ語: Tria [5]
- モケーニ語: Trea't [6]

## 地理

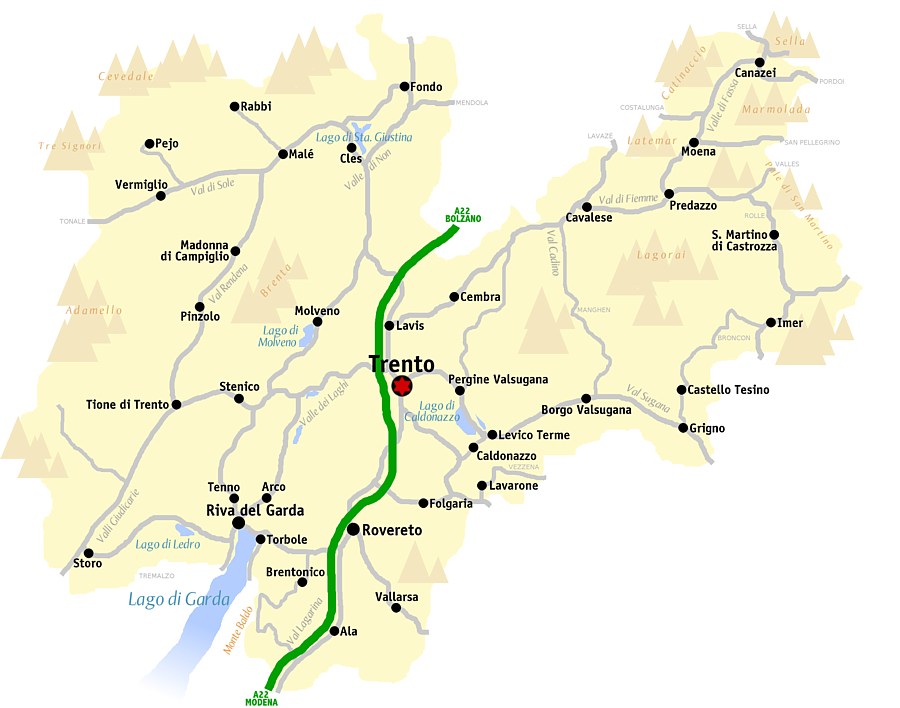
トレント県概略図

### 位置・広がり
トレント自治県の中部、アディジェ渓谷に位置する都市である。ボルツァーノから南へ約55km、ヴェローナの北約100kmの距離にある。

#### 隣接コムーネ
隣接コムーネは以下の通り。
| - ラヴィース - 北 - ジョーヴォ - 北 - アルビアーノ - 北東 - チヴェッツァーノ - 東 - ペルジーネ・ヴァルスガーナ - 東 - アルトピアーノ・デッラ・ヴィゴラーナ (ヴィゴーロ・ヴァッターロ) - 南東 - ベゼネッロ - 南 - アルデーノ - 南 | - ガルニーガ・テルメ - 南西 - チモーネ - 南西 - カヴェーディネ - 南西 - マドルッツォ (カラヴィーノ、ラジーノ) - 西 - ヴァッレラーギ (パデルニョーネ、ヴェッツァーノ) - 西 - ヴァッレラーギ (テルラーゴ) - 北西 |

### 地勢
市街地はアディジェ川左岸（東岸）に広がる。西にモンテ・ボンドーネ(Monte Bondone, 2091m)、北西にパガネッラ(Paganella, 2125m)、北東にモンテ・カリシオ(Monte Calisio, 1096m)、東にマルゾーラ(Marzola, 1738 m)、南東にベッコ・ディ・フィラドンナ(Becco di Filadonna, 2150m)などの山々に囲まれている。
- 北西からのトレント市街。背後はMonte Bondone。

## 歴史
トレント市の起源については議論がされている。一部の学者らはローマ属州ラエティアの定住地であったという説を支持する。アディジェ地区はしかし、アドリア・ヴェネティ人（古代のイタリア北東部にいた民族）、エトルリア人、キンブリ人（ケルト系ともゲルマン系ともいわれる民族）、ガリア人（ケルト系）を含めた近隣に住む民族から影響を受けていた。その他の説によれば、ガリア人は紀元前4世紀に市内にいたことがわかっている。
トレントはラエティア族との数度の衝突の後、紀元前1世紀後半、ローマ帝国に征服された。ローマ人は新しい定住地にトリデントゥム（Tridentum）の名を与えた。これは市の周囲を、ドス・トレント、サンターガタ、サン・ロッコという3つの丘が取り巻いているためだった。古いタウンホールには、ラテン語の碑文がいまも見られる。: Montes argentum mihi dant nomenque Tridentum （山並みは私に銀を与え、トレントの名を与えた）、これは1251年に死んだバルトロメオ・ダ・トレント僧に帰因する。
西ローマ帝国が滅亡すると、トレントは東ゴート王国、ロンゴバルド王国、フランク王国、そして最後に神聖ローマ帝国の一部となった。1027年、神聖ローマ皇帝コンラート2世は、聖俗両方の権力を行使するトレント司教公を創設した。しかし、数世紀のうちに宗主権はトレント司教座とティロル州との間で分けられた（1363年からハプスブルク家に従属）。1200年頃、トレントは重大な鉱物資源の生産中心地となった（モンテ・カリシオから銀が採掘されていた）。そして司教公フェデリーコ・ワンガはアルプス地域に最初の鉱業法典を発布した。

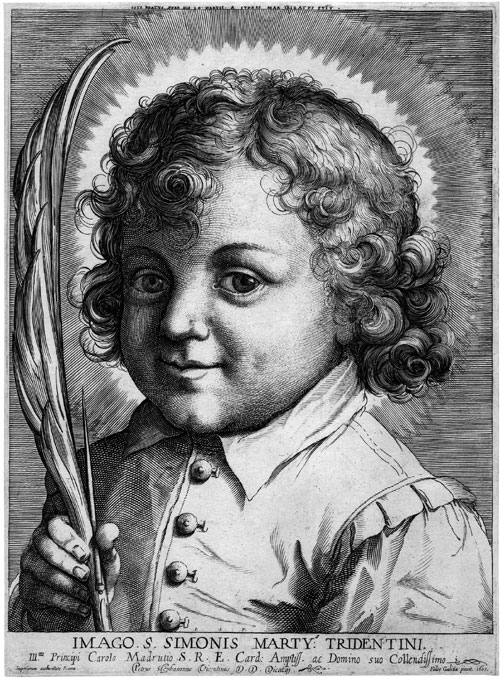
トレントの聖シモニーノ、ピエトロ・ステファノーニ画、1607年

トレント史のなかで暗い挿話は、トレントの血の中傷である。3歳のキリスト教徒の幼児シモニーノが（のちに聖トレントのシモニーノとして知られる）、1475年の聖金曜日の前夜に失踪したのである。市の小さなユダヤ人共同体が、幼いシモニーノを殺し、彼の血をユダヤの儀式目的に絞り尽くしたと糾弾された。8人のユダヤ人たちが拷問にかけられ、火炙りにされた。彼らの家族はキリスト教への改宗を強要された。トレント司教ヨハネス・ヒンダーバッハは、シモニーノを聖者の列に序し、トレントで初めて印刷された本で、12の木版彫刻で装飾された『トレントで殺害されたキリスト教徒の幼児の話』を出版した。  

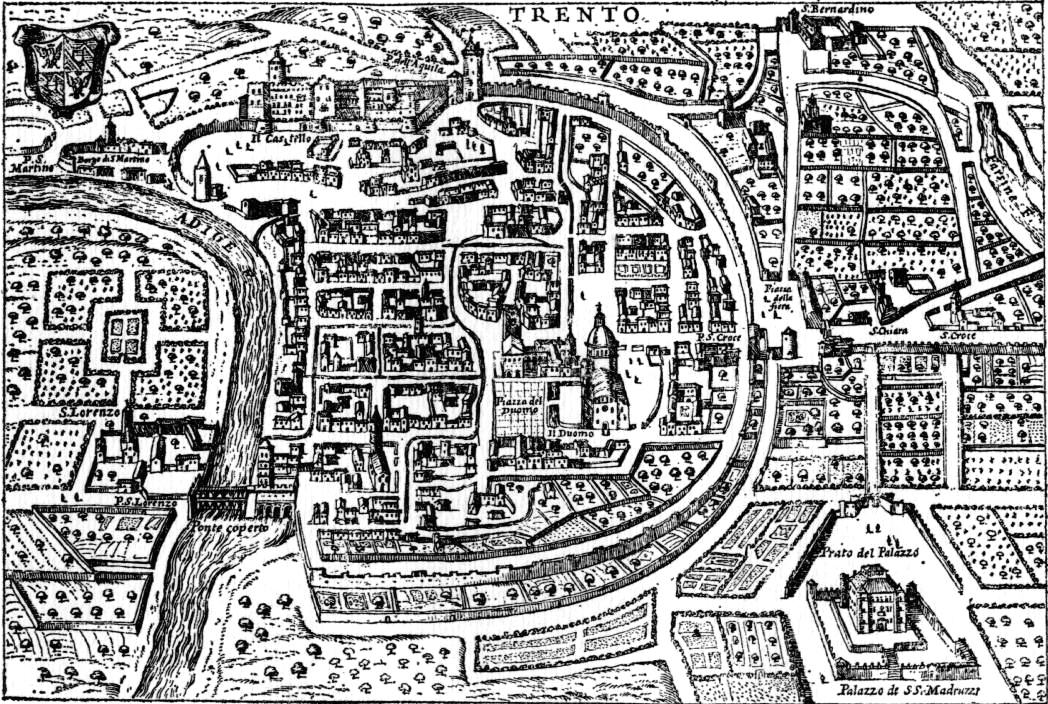
18世紀のトレントの地図。城壁で囲まれた旧市街、そしてアディジェ川の以前の流れがみられる

16世紀、トレントは対抗改革のために開かれたトレント公会議（1545年-1563年）で有名になった。ラテン名のトリデンテゥムに由来する英語の形容詞 "Tridentine"（文字通りは「トレントの」)は、トリエント・ミサのように「トレント公会議の」という意味もつようにもなった。この時期の有名な司教公の中には、ベルナルド・クレシオ（在：1514年-1539年。トレント公会議を主導し操った）、クリストフォロ・マドルッツォ（在：1539年 - 1567年）がおり、どちらもヨーロッパの政治家であり、市をさらに拡大し飾り立てたルネサンスのヒューマニストであった。 

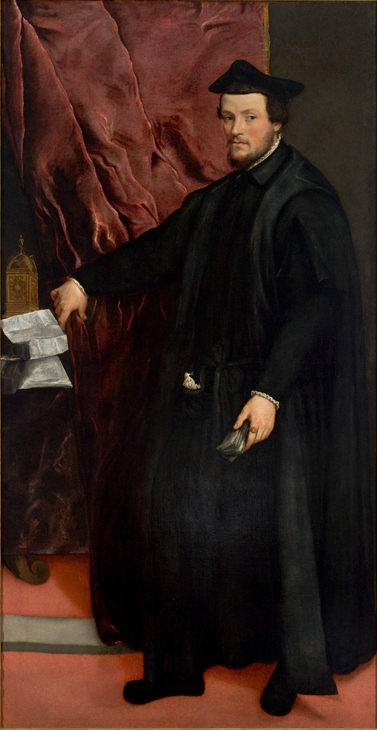
クリストフォロ・マドルッツォ枢機卿、ティツィアーノ画

この時代には、ヒューマニズムの進化として、トレントはユダヤの印刷所があった場所としても知られた。1558年、マドルッツォ枢機卿はドイツ人ラビであるヨセフ・オットレンゴに、ヘブライ語で書かれたラビ文学を印刷する特権を授けた。実際の印刷業者は地元の業者ヤコブ・マルカリアであった。彼が1562年に死んだ後、リヴァ・ディ・トレントでの出版活動は停止した。全部で34の作品が1558年から1562年までに出版された。それらのほとんどにはマドルッツォ枢機卿の紋章が描かれていた。 
トレントの司教公支配は、多様な国家が周辺に割拠したナポレオン時代まで続いた。1802年には帝国代表者会議主要決議のもと、司教座は政教分離され、トレントはハプスブルク家領に併合された。1805年のプレスブルク条約で、トレントはバイエルン王国へ割譲され、4年後のシェーンブルン条約で、トレントはナポレオンの傀儡国家イタリア王国に与えられた。1814年にナポレオンが敗北すると、トレントはとうとうハプスブルク君主国に併合され、ティロル州の一部となった。
続く斜陽のトレントは、行政の近代化、そして1859年に開通した初のアディジェ谷の鉄道を伴う経済の近代化とを経験した。19世紀後半、トレントとトリエステは、どちらも民族的にはイタリア人である人々が多数派を占めながら、オーストリアにいまだ属していた。そしてイタリア民族統一主義運動のイコンとなっていった。ベニート・ムッソリーニは1908年に地元新聞のスタッフとしてまさにこの運動に加わっていた。愛国主義者はイタリアを第一次世界大戦へ導く原因をつくった。ダミアーノ・キエサとチェーザレ・バッティスティは、よく知られた地元の民族統一主義者で、イタリア軍に入隊して、トレント地域を新設されたイタリア王国へ統合させるべくオーストリア＝ハンガリー帝国と戦った。彼らは近郊の南方前線で捕虜にされた。2人は重い反逆の罪で裁判にかけられ、ブオンコンシーリョ城の田園地帯で処刑された（チェーザレ・バッティスティはオーストリア軍によって処刑された）。彼らの死は感情的な強い抗議を引き起こし、のちにイタリア政府は『トレントの解放』を賞賛するのに利用した。トレント周辺は戦争の間大いに影響され、激烈な戦いのいくつかは周辺の山地で戦われた。
第一次世界大戦後、トレントとイタリア語が話される県は、ボルツァーノ及びアルプスの分水嶺の南部（ドイツ語話者が主）からなるティロルの一部とともに、イタリア王国へ併合された。
1943年、ムッソリーニは地位を追われ、イタリアはシチリア経由で南イタリアへ侵攻した連合国軍に降伏した。ドイツ軍は即座に北イタリアとトレント県に侵入し、ベッルーノ県とボルツァーノ＝ボーツェン県はアルプス山麓軍事地帯の一部となって、大ドイツに併合された。多くのドイツ語話者が一帯に住むイタリア語話者に報復を望んだが、報復行為はほとんどが支配しているナチスによって妨げられた。ナチスはいまだムッソリーニをイタリア社会共和国の元首とみなしており、ファシスト政権との友好関係を維持したかったためであった。1944年11月から1945年4月にかけて、トレントはブレンナーの戦いと呼ばれる一連の戦いの中で爆撃された。ドイツからの軍用必要物資はゴシック・ラインを支援することであり、最も主要なルートはブレンナー峠を通っていく鉄道路線であった。6,849回以上の出撃は、ヴェローナからブレンナー峠へ10,267トンの爆弾を落下させる、標的への爆撃飛行であった。サンタ・マリア・マッジョーレ教会、聖母被昇天教会、アディジェ川にかかる数カ所の橋を含むトレント市の一部は、連合国側の爆撃が当たった。爆撃にもかかわらず、中世とルネサンス期の中心区ほとんどが危害を加えられなかった。
1950年代から、イタリア中央政府から自治州の地位を与えられたことで、トレント一帯は経済成長した。

## 行政

### 行政区画
トレントには以下の分離集落（フラツィオーネ）がある。
- Frazioni poste sul monte Bondone: Baselga del Bondone, Cadine, Candriai, Norge, Sardagna, Sopramonte, Vaneze, Vason, Vigolo Baselga;
- Frazioni a nord di Trento: Canova, Gardolo, Ghiaie di Gardolo, Lamar, Roncafort, San Lazzaro di Meano, Spini di Gardolo, Vela;
- Frazioni a sud di Trento: Belvedere di Ravina, Mattarello, Ravina, Romagnano, Valsorda;
- Frazioni poste sul monte Marzola: Celva, Grotta di Villazzano, Mesiano, Oltrecastello, Passo del Cimirlo, Ponte Alto, Povo (Panté, Salé, Sprè), San Rocco, Villazzano;
- Frazioni poste sul monte Calisio (o Argentario): Camparta, Cognola, Cortesano, Gardolo di Mezzo, Gazzadina, Maderno, Martignano, Maso Bolleri, Meano, Moià, Montevaccino, San Donà, San Vito, Tavernaro, Vigo Meano, Villamontagna, Zell.

## 社会
800年に渡る司教公支配、ヨーロッパの他国からの相対的な独立、オーストリア支配と、自治体の宿命の強力な観念が、トレント市の文化に顕著な痕跡を残した。まさしく進歩的社会主義カトリック政治の方針（事実、トレントは左派カトリックが多数派政党となっている、イタリア国内の数少ない都市の一つである）が、市で優勢である。州とともに市は、中央政府から与えられた特別な自治権の恩恵を受けている。トレントはイタリアにおける生活資質の統計で高いランクにある。
市は、イタリアと北ヨーロッパとの間の主要交通ルート沿いの地点として、特色ある歴史を持つ。そしてアディジェ川は19世紀には市中心部を流れる回り道として優先されていた。アディジェ川は昔は航行可能な川で、アルプス山脈での主要通商ルートの一つであった。川の元々の流れは今、ヴィア・トーレ・ヴァンガ、ヴィア・トーレ・ヴェルデ、ヴィア・アレッサンドロ・マンツォーニで覆われている。
現在のトレントは、商業、サービス業、観光、高品質の農業と食品製造業（ワイン、果物）、物流と交通、小規模だが有名なトレント大学のために研究と会議の中心地として繁栄している。製造業は戦後期に導入され、ほとんど取り除かれてしまった。
価値の高いピンク色と白の斑岩が周辺地域の一部で採掘されている。この岩はトレントの新旧両市街で多くの建物に使われている。

### 言語
| 少数言語話者の割合（2011年） | 少数言語話者の割合（2011年） | 少数言語話者の割合（2011年） | 少数言語話者の割合（2011年） | 少数言語話者の割合（2011年） |
| ---------------------------- | ---------------------------- | ---------------------------- | ---------------------------- | ---------------------------- |
|                              |                              |                              |                              |                              |
| ラディン語                   | ラディン語                   |                              | 0.3%                         | 0.3%                         |
| モケーニ語                   | モケーニ語                   |                              | 0.1%                         | 0.1%                         |
| チンブロ語                   | チンブロ語                   |                              | 0.1%                         | 0.1%                         |

2011年10月9日に行われた国勢調査によれば、住民114,609人中、368人（0.3%）がラディン語話者、167人（0.1%）がチンブロ語話者、120人（0.1%）がモケーニ語話者である。チンブロ語については、フォルガリーア、ルゼルナに次ぎ3番目に話者人口の多いコムーネである。

### 人口

#### 人口推移
2007年、トレント市人口は112,637人であった。その48％が男性で、52％が女性であった。若年層は18.01％、年金生活者は19.37％であった（イタリア国内平均では、若年層は18.06％、年金生活者は19.94％）。トレント住民の平均年齢は41歳（イタリア全体の平均年齢は42歳）。2002年から2007年までの5年間で、トレント人口は5,72％上昇した（イタリア全体では3.56％）。現在のトレントの出生率は1000人に対し9.61％である（イタリア平均は9.45％）。 
2006年、人口の92.68％がイタリア人であった。最大の移民グループはヨーロッパ他国出身者4.13％（主にアルバニア、ルーマニア）、北アフリカ出身者1.08％、アメリカ大陸出身者0.85％である。信仰はカトリック教徒とプロテスタントからなる。 

## 文化・観光
分離集落Canale di Tennoは、「イタリアの最も美しい村」クラブの加盟メンバーである。

### みどころ

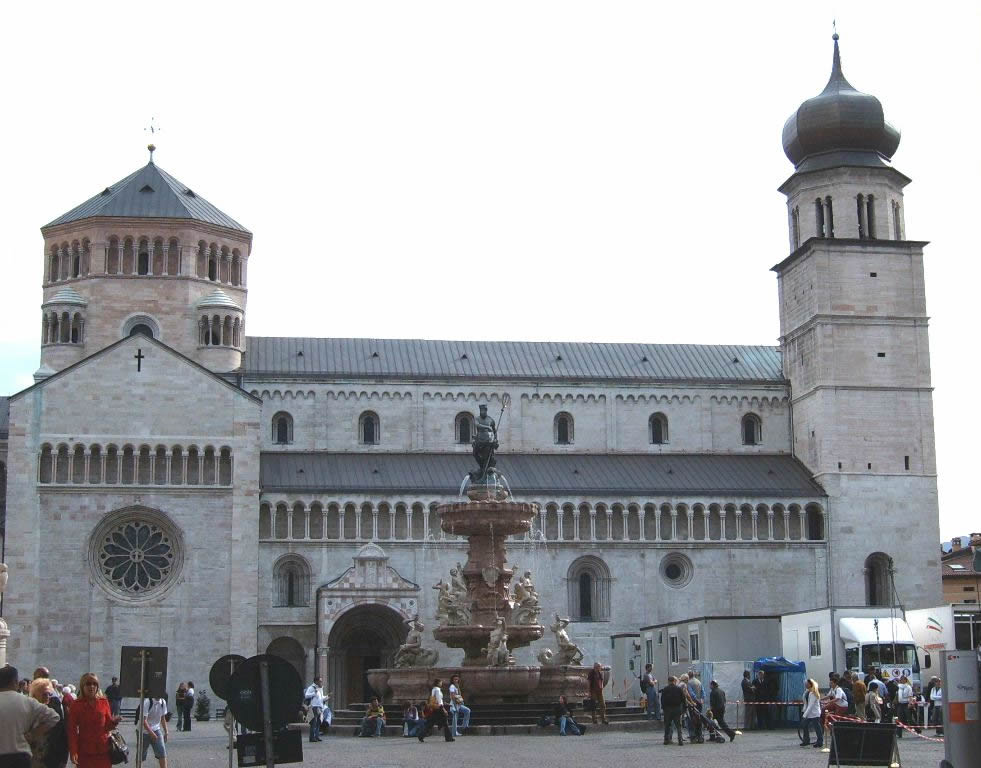
サン・ヴィジーリオ大聖堂と、ネプチューンの泉

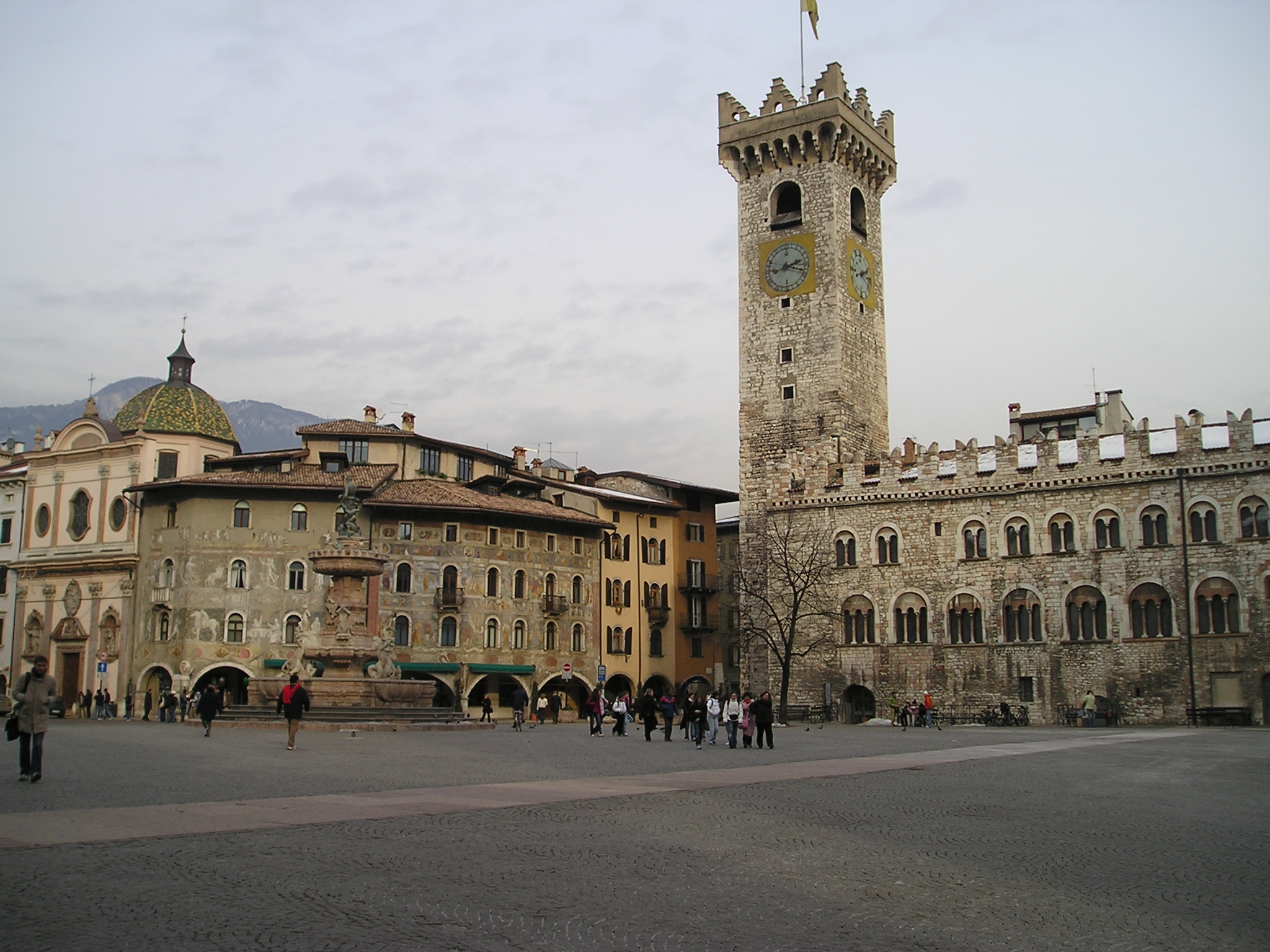
ドゥオモ広場

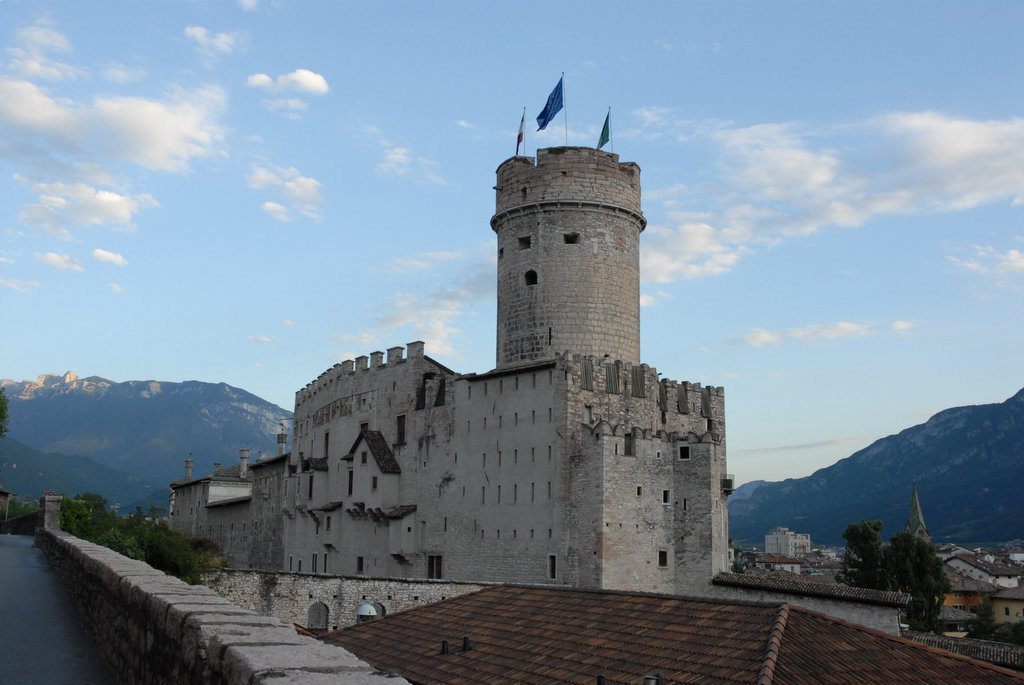
ブオンコンシーリョ城

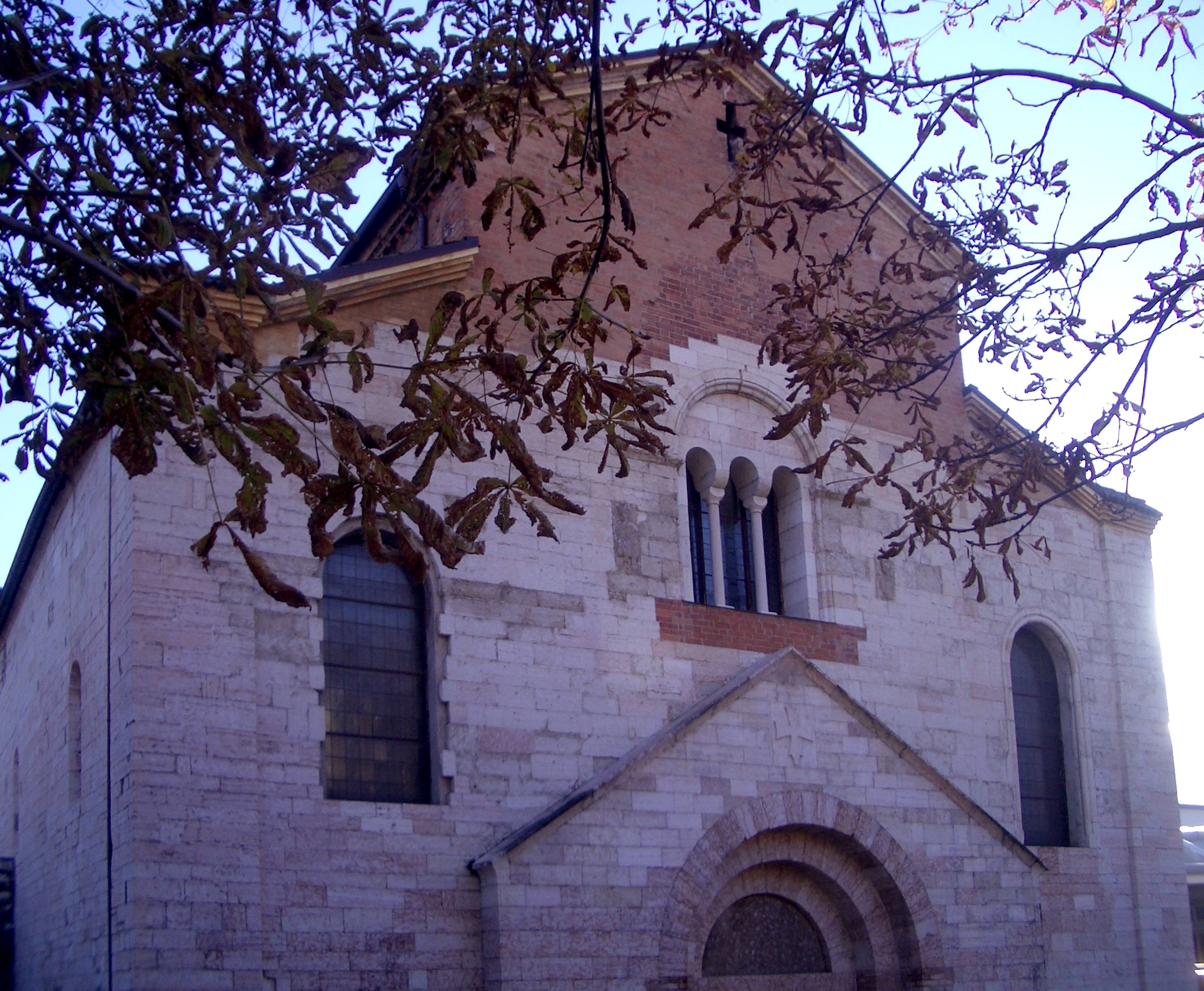
サン・ロレンツォ教会

多数の観光業の踏みならされた軌道からはずれていたとしても、トレントはむしろ興味深い不朽の仕事を示している。その建築物は、イタリア・ルネサンスとドイツ・ルネサンスの両方のユニークな雰囲気を持つ。市中心部は小さく、ほとんどが中世後期とルネサンス期のものである建物が元々のパステル・カラーと木造バルコニーを用いて修繕されている。中世の城壁の一部は、円形の塔とともに今もピアッツァ・フィエラで見られる。かつて、これらの城壁は町全体を円形に囲み、城壁はブオンコンシーリョ城へつながっていた。
- サン・ヴィジーリオ大聖堂（Cattedrale di San Vigilio）　-　別名ドゥオモ。トレントの聖ウィジリウスに献堂。ロマネスクとゴシックの混合。12世紀から13世紀の建築。ローマ帝国末期のバシリカ（地下納骨堂が見られる）の上に建てられた
- ドゥオモ広場（Piazza Duomo）　-　大聖堂のそばにある。1767年から1768年にかけ建てられたネプチューンの泉がある。
- サンタ・マリア・マッジョーレ教会（Chiesa di Santa Maria Maggiore）　-　1562年4月から1563年12月まで行われたトレント公会議第三会期の枢機卿準備委員会の行われた場所であった。司教ベルナルド・クレーシオが建築家アントニオ・マダーリャに命じて建てさせたルネサンス＝ゴシック様式の建物。ファサードは有名な16世紀の出入り口で、内部はジャンベッティーノ・チニャローリとジャン・バッティスタ・モローニの作品を所蔵する。
- ブオンコンシーリョ城（Castello del Buonconsiglio）　-　美術館と、司教公ゲオルク・フォン・リヒテンシュタインが命じた12ヶ月を表したゴシック様式のフレスコ画を所蔵するアクイラ塔がある
- サン・ピエトロ教会（Chiesa di San Pietro）　-　12世紀。ネオ・ゴシック様式のファサードが、1848年から1850年に加えられた。
- サンタポリナーレ教会（Chiesa di Sant'Apollinare）　-　ドス・トレント丘の麓に建つ、13世紀の教会
- サン・ロレンツォ教会（L'abbazia di S. Lorenzo）　-　12世紀。有名なロマネスク様式のアプスを持つ。
- ヴェルデ塔（Torre Verde）　-　かつてのアディジェ川の流れ沿いに建てられた。司教公の名で罪人が処刑され、川に遺体が沈められていたと言われている
- アルベーレ邸（Palazzo delle Albere）　-　アディジェ川の近くに建つルネサンス期の別荘。1550年頃マドルッツォ家が建てた。現在は現代美術館となっている
- プレトーリオ邸（Palazzo Pretorio）　-　ドゥオモの隣にたつ。13世紀の鐘楼（現在バロック期の宗教画を所蔵）のある12世紀の建築。13世紀半ばまで、司教公の本宅となっていた。
- ジェレミーア邸（Palazzo Geremia）　-　15世紀後期。ルネサンス様式の外観とゴシック様式の内装。
- ロドロン邸（Palazzo Lodron）　-　トレント公会議の最中に建てられた。内装は広大なフレスコの一群がある。
- ローマ時代の通りや別荘の多様な地下遺跡　-　ヴィア・プレポシトゥーラやチェーザレ・バッティスティ広場

トレントは、注目すべきモダニズム建築である、鉄道駅、中央郵便局局舎がある。どちらも理性論の建築家アンジョーロ・マッツォーニの手による。特に、鉄道駅（1934年 - 1936年）は、イタリア鉄道建築のランドマークとされており、当時の最先端の建築資材であるガラス、コンクリート、金属と地元の石とを多様に組み合わせている。郵便局局舎はかつてフォルトゥナート・デペロによる彩色窓で飾られていた。しかし、これらは第二次世界大戦中の空襲で破壊されてしまった。当時の建物は他に、グランド・ホテル（デペロによる未来的家具で飾られた客室数室）、そしてアダルベルト・リベラによるサンツィオ小学校（1931年 - 1934年）がある。 
トレントの周囲は美しい山の風景で知られる。そして夏冬の観光地である。ボンドーネ山にあるアルプス植物園は、1938年につくられた。この種の植物園としては、イタリアでおそらく最初のものである。
トレントはトレント国際映画祭の開催地である。

## 交通
バスまたは電車は、周辺の谷への主要な公共交通となっている。市内の公共交通網は、トレンティーノ・トラスポルティが運営するバス路線20本と、サルダーニャへのケーブル・サービスがある。市内にあるヴァルスガーナ鉄道の駅とトレント＝マーレ鉄道の駅は、公共交通網の中で統合された。

### 鉄道

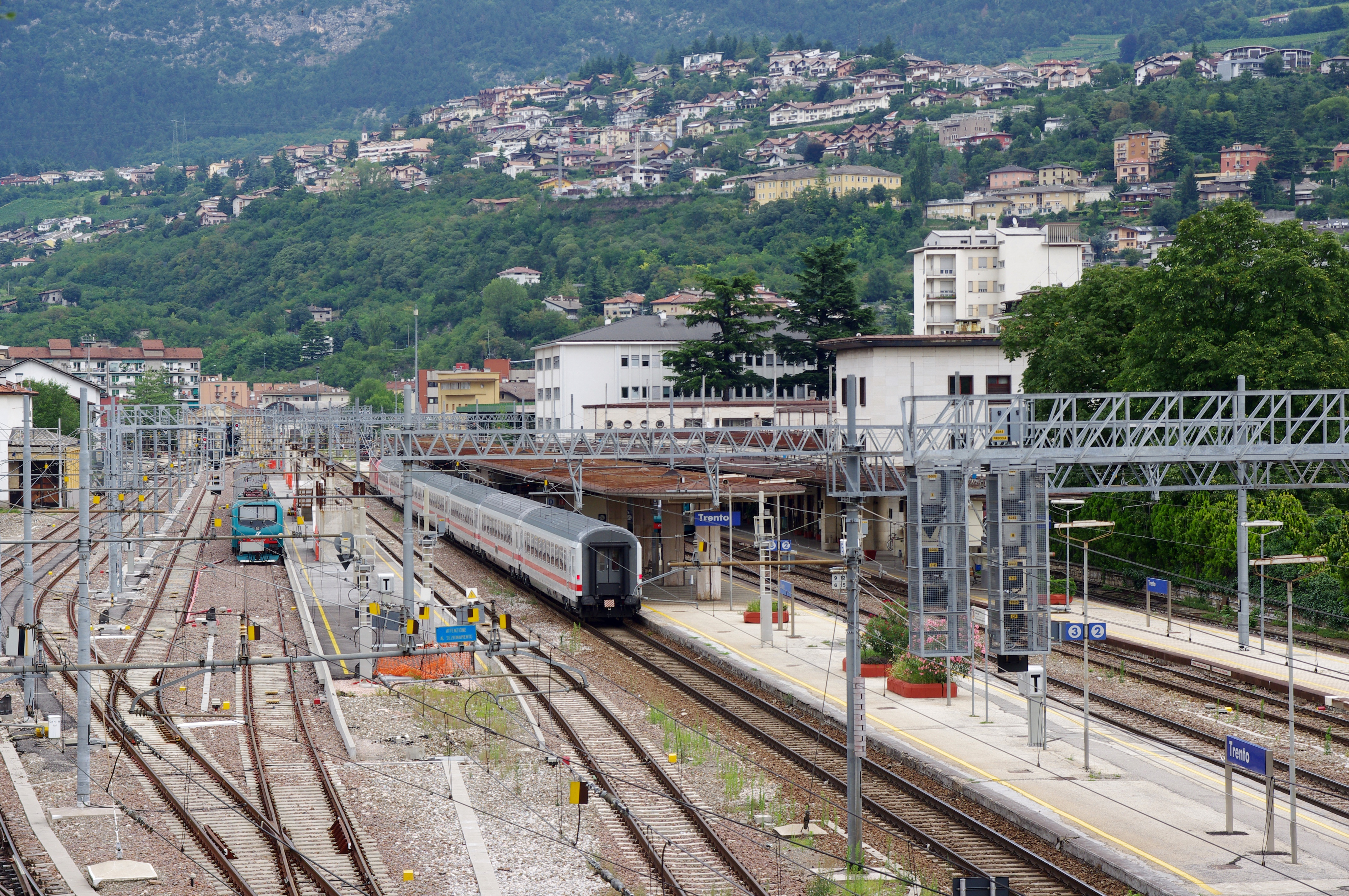
トレント駅

ブレンナー鉄道はイタリアとドイツ間の主要鉄道路線。ヴェネツィアへ直接向かう電車もある。
- ブレンナー鉄道
- トレント＝ヴェネツィア線 (it:Ferrovia Trento-Venezia)

### 道路
高速道路A22（欧州自動車道路E45号線）がヴェローナ、ボルツァーノ、インスブルック、そしてミュンヘンへ通じる。
高速道路
- アウトストラーダ A22 (Autostrada A22 (Italy))

## 姉妹都市
- ベルリン・シャルロッテンブルク＝ヴィルマースドルフ区, ドイツ
- サン・セバスティアン, スペイン
- ケンプテン, ドイツ
- プラハ, チェコ
- レジテンシア、アルゼンチン

## 人物

### 著名な出身者
- マルティーノ・マルティーニ - 17世紀のイエズス会宣教師。中国名は衛匡国。
- エルネスト・フォン・ケルバー - 19世紀～20世紀のオーストリア＝ハンガリー帝国の官僚・首相。
- アルベルト・デファント - オーストリアの海洋物理学者・天体物理学者・気象学者。
- フランチェスカ・ネリ - 女優。
- ロベルト・シゲール（英語版） - スピードスケート選手。
- ロレンツォ・ベルナルディ - バレーボール選手・指導者。
- マリアーノ・ピッコリ - 自転車ロードレース選手。
- マッテオ・アネージ（英語版） - スピードスケート選手。